# Śūraṃgama samādhi sūtra
Il Śūrangama samādhi sūtra ( cinese: 首楞嚴三昧經 Shŏulèngyán sānmèi jīng; giapponese: Shuryōgon sanmaikyō; coreano: 수능엄삼매경 Surŭngŏm sammaegyŏng; vietnamita: Thủ-lăng-nghiêm-tam-muội kinh; tibetano: ḥPhags-pa dPaḥ-bar ḥgro-baḥi tiṅ-ṅe-ḥdzin ces-bya-ba theg-pa-chen-poḥi mdo; mancese: Fucihi nomulaha akdun yabungga samadi nomun) è un sūtra del Buddismo Mahāyāna della tradizione Madhyamaka considerato complementare al Vimalakīrti Nirdeśa sūtra.
Nel Canone cinese il Śūraṃgamasamādhi sūtra è conservato nel Jīngjíbù (T.D. 642) e non va confuso con il quasi omonimo, ma probabilmente si tratta di un apocrifo cinese,  Śūraṃgama sūtra (首楞嚴經, Shǒulèngyán jīng, conservato nel Mìjiàobù, T.D. 975) che ebbe popolarità in Cina presso la tradizione Chán.

Nel Canone tibetano il Śūraṃgamasamādhi sūtra è conservato nel Kanjur.
Di questo sūtra di indubbia origine indiana conserviamo in sanscrito due citazioni riportate nel Śikṣāmuccaya di Śāntideva e alcuni frammenti in khotanese recentemente rinvenuti nello Xinjiang.

## Il titolo
Il titolo del sūtra è stato oggetto di numerose diatribe tra orientalisti data la difficoltà di interpretazione fino al 1956 quando Étienne Lamotte stabilì che Śūraṃgamasamādhi può essere inteso come un composto attributivo i cui membri sono in casi diversi una volta sciolto, in cui il genitivo ha una funzione di comparazione. Quindi da Śūraṃgamaḥ samādhiḥ si ottiene la traduzione: "la samādhi il cui avanzare è come quello di un eroe", da cui la possibile traduzione del sūtra come "Il Sūtra della concentrazione meditativa del progresso eroico".

## Le traduzioni
La prima traduzione dal sanscrito al cinese fu opera di Lokakṣema (支婁迦讖 Zhī Lóujiāchèn o 支讖 Zhī Chèn) nel 186, con l'assistenza di tre laici cinesi dato che l'autore non era madrelingua ma di etnia Yuezhi. Due ulteriori traduzioni di autore ignoto furono eseguite nell'area dell'odierno Sichuan tra il 220 e il 265. Tra il 222 e il 229 fu compiuta una revisione della prima traduzione ad opera di Zhī Qiān 支謙 nella città di Wuchang.

Nel 258 a Luoyang Bó Yán 白延, originario di Kucha, produsse una nuova traduzione.

Il 23 maggio 291 a Chang'an Dharmarakṣa completò una nuova traduzione il cui successo è dimostrato dal fatto che tra il 291 e il 306 Bó Yuǎn 帛遠 scrisse un commento al Sutra basandosi su quest'ultima versione, nonostante nello stesso anno a Luoyang fosse preparata un'ulteriore traduzione, questa volta ad opera di un traduttore di origine indiana: Zhú Shūlán 竺叔蘭 figlio di certo Dharmaṡira, nativo dell'Asia centrale, figlio dell'indiano Rudra.

Solo pochissimi anni dopo, nel 301 a Chang'an era pronta un'ulteriore traduzione, ad opera di Zhī Mǐndù 支愍度 sulla quale Xiè Fū 謝敷 (fl. 336-377) compose un commento.

Nel distretto di Liangzhou, nel Gansu, nel 373, il prefetto Zhāng Tiānxí 張天錫, con l'aiuto di alcuni laici buddisti di etnia Yuezhi produsse la nona traduzione del Śūraṃgamasamādhi sūtra.

La traduzione definitiva in cinese, la decima, fu opera di Kumārajīva (鳩摩羅什 Jiūmóluóshé) e avvenne o tra il 385 e il 402 nella stessa prefettura della nona, o tra il 402 e il 409 a Chang'an. Kumārajīva fu anche l'autore di un commento al sūtra.
Già nel sesto secolo tutte le traduzioni anteriori a quella di Kumārajīva erano andate perse.
Il dato interessante che emerge, oltre al numero impressionante di traduzioni ad indicazione dell'importanza attribuita a questo sūtra negli ambienti buddisti in Cina, è che gli stessi traduttori sono quasi sempre noti per essere anche autori di traduzioni in cinese del Vimalakīrti Nirdeśa sūtra.
La traduzione tibetana avvenne nella primissima fase della diffusione del Buddismo in Tibet, probabilmente tra l'804 e l'817 ad opera dell'indiano Śākyaprabha e del tibetano Ratnarakṣita, autori in coppia di numerose altre traduzioni. La maggiore lunghezza del testo e l'interpolazione di parti in poesia fanno dedurre che il testo sanscrito si fosse arricchito e allungato col tempo, rispetto alla versione precedentemente tradotta in cinese.

## Il contesto
Il Śūraṃgamasamādhi sūtra può essere considerato in relazione agli altri sūtra mahāyāna sia sotto l'aspetto dottrinario che da un punto di vista storico. Nel primo caso si inserisce in quel gruppo di sūtra che trattano della samādhi, tra cui il Pratyutpannabuddhasaṃmukhāvasthitasamādhi (T. 416-419); il Tathāgatajñānamudrāsamādhi (T. 632-633)); il Māyopadmasamādhi (T. 371-372) e il Samādhirāja (T. 639).

Da un punto di vista storico il Śūraṃgamasamādhi sūtra rientra in quel piccolo gruppo di sūtra tradotti per primi in cinese che diedero forma al Buddismo Mahāyāna cinese. L'elenco cronologico di questi presenta, in ordine di data di traduzione:
- 147 Akṣobhyatathāgatasya vyūha
- 179 Aṣtasāhasrikā Prajñāpāramitā
- 179 Pratyutpannabuddhasaṃmukhāvasthitasamādhi
- 179 Kāśyapaparivarta sūtra
- 186 Śūraṃgama samādhi
- 222-229 Vimalakīrtinirdeśa
- 222-229 Amithābavyūha
- 280 Tathāgataguhyaka
- 286 Pañcaviṃśatisāhasrikā Prajñāpāramitā
- 286 Saddharmapuṇḍarīka
- 297 Daśabhūmika

Oltre alla data di traduzione in cinese è difficile risalire alla cronologia di stesura dei testi in ambiente indiano. Si può però notare come l'Aṣtasāhasrikā Prajñāpāramitā presenti solo quattro bhūmi, tappe del percorso del bodhisattva, vi si accenni appena in un frammento in khotanese del Vimalakīrtinirdeśa, siano dieci nel Śūraṃgamasamādhi ma privi di nome specifico, mentre nel Pañcaviṃśatisāhasrikā Prajñāpāramitā possiedano ciascuno un nome identificativo. Da ciò si può arguire che la data di stesura segua il processo verso una maggiore complessità e definizione.

### I Buddha e i bodhisattva
Il fatto che nel Śūraṃgamasamādhi sūtra non venga citato né il Buddha Amithāba né Avalokiteśvara conferma che il culto della Terra Pura fosse alieno alla tradizione Madhyamaka cui il sūtra appartiene. Viene invece citato il Buddha Akṣobhya e il Bodhisattva Mañjuśrī, i cui "Campi di Buddha" corrispondono all'universo Abhirati, così come avviene nel Vimalakīrtinirdeśa. Ancora più significativo è che dallo stesso universo provenga lo stesso bodhisattva Vimalakīrti che compare nel Śūraṃgamasamādhi sūtra col nome di Matyabhimukha.